# 三宅英臣
三宅 英臣（みやけ ひでおみ 、1945年9月14日 - ）は、日本の実業家。豊田鉄工株式会社取締役社長、取締役会長、相談役を歴任。
豊田合成監査役、豊田商工会議所11代会頭を務める。

## 来歴
1968年、駒澤大学経済学部卒業。同1968年4月 豊田鉃工入社。1993年6月、取締役。1999年、常務取締役。2003年、専務取締役。
2005年、取締役社長に就任。2011年、取締役会長。
2015年、豊田合成監査役。2016年、豊田鉄工相談役。豊田商工会議所会頭、豊田ものづくりブランド推進協議会会長、公益財団法人豊田加茂環境整備公社理事長などを歴任。

## 受賞
- 2021年4月　旭日小綬章受章[9]